# Conrad Janis
Conrad Janis (New York, 11 febbraio 1928 – Los Angeles, 1º marzo 2022) è stato un musicista e attore statunitense.
Conosciuto soprattutto per il ruolo interpretato nella serie televisiva Mork & Mindy, ha recitato in diversi film e realizzato diverse performance come musicista jazz.

## Filmografia parziale

### Cinema
- Margie, regia di Henry King (1946)
- La moneta insanguinata (The Brasher Doubloon), regia di John Brahm (1947)
- Età inquieta (That Hagen Girl), regia di Peter Godfrey (1947)
- Codice d'onore (Beyond Glory), regia di John Farrow (1948)
- Airport 75 (Airport 1975), regia di Jack Smight (1974)
- La volpe e la duchessa (The Duchess and the Dirtwater Fox), regia di Melvin Frank (1976)
- Roseland, regia di James Ivory (1977)
- The Buddy Holly Story, regia di Steve Rash (1978)
- Chi più spende... più guadagna! (Brewster's Millions), regia di Walter Hill (1985)
- Mr. sabato sera (Mr. Saturday Night), regia di Billy Crystal (1992)
- Il rompiscatole (The Cable Guy), regia di Ben Stiller (1996)
- Maneater, regia di Michael Emanuel (2009)

### Televisione
- The Doctor – serie TV, episodio 1x03 (1952)
- The Nurses – serie TV, episodio 1x27 (1963)
- Kojak – serie TV, episodio 5x16 (1978)
- Mork e Mindy (Mork & Mindy) – serie TV, 69 episodi (1978-1982)
- Autostop per il cielo (Highway to Heaven) – serie TV, episodio 2x05 (1985)
- La signora in giallo (Murder, She Wrote) – serie TV, episodi 1x09-5x02-8x05 (1984-1991)

## Doppiatori italiani
Nelle versioni in italiano delle opere in cui ha recitato, Conrad Janis è stato doppiato da:
- Gianfranco Bellini in Codice d'onore
- Gil Baroni in Happy Days
- Oreste Rizzini in Mork e Mindy (st. 1-2)
- Silvio Anselmo ne La signora in giallo (ep. 5x02)
- Saverio Moriones ne La signora in giallo (ep. 8x05)
- Vincenzo Ferro in Mr. Sabato sera
- Sandro Iovino in Frasier